# Vsevidof Island
Vsevidof Island ist eine kleine unbewohnte Insel der Fox Islands, die zu den Aleuten gehören. Das Eiland liegt südlich der größeren Insel Umnak.